# Kura (fiume)
Il Kura (in turco Kura; in georgiano მტკვარი?, Mt'k'vari; in azero Kür; in armeno Կուր?, Kur; in greco antico: Κῦρος?, Kŷros) è un fiume che scorre nelle montagne del Caucaso.
Attraversa il nord-est della Turchia, la Georgia e l'Azerbaigian; riceve il suo principale affluente, l'Aras e sfocia, infine, nel mar Caspio. Non si deve confondere con il fiume Kura, vicino alla città russa di Kursk o l'altro fiume Kur vicino a Chabarovsk, anche questo in Russia.

## Origine del nome
Il nome Kura deriva dal termine persiano Kurosh che in questa lingua si pronuncia allo stesso modo del grande re persiano Ciro il Grande. Nei vecchi documenti occidentali il fiume era noto come Ciro. Il nome georgiano del fiume, Mtkvari, significa "quello lento". Il nome Kura fu dapprima adottato dai russi e più tardi dai cartografi europei.

## Percorso
Il Kura sorge nel nord-est della Turchia, in una piccola valle del Kars Upland, nel Piccolo Caucaso. Il fiume prende a scorrere verso ovest, dove raggiunge la città di Ardahan e infine entra in Georgia. Entra in uno stretto canyon presso Rustavi e bagna la periferia ovest di Tbilisi, capitale della Georgia. Il Kura si "svuota" poi nel lago Mingachevir e alimenta una centrale idroelettrica. Alla confluenza con l'Aras compie un grande arco a sud, dove scorre per circa 100 chilometri prima di sfociare nel Mar Caspio.

## Utilizzo
Precedentemente navigabile fino a Tbilisi in Georgia, è oggi molto più lento e meno profondo per il massiccio sfruttamento a cui è stato sottoposto per la generazione di energia idroelettrica. Il fiume è moderatamente inquinato dalle industrie presenti nei maggiori centri industriali come Tbilisi e Rustavi in Georgia.